# Leninogorsk (Russia)
Leninogorsk  (in russo Лениногорск?; in tataro Leninogorsk, Лениногорск) è una città della Russia che si trova nella Repubblica autonoma del Tatarstan. Fondata come villaggio all'inizio del XVIII secolo col nome di Novaja Pis'mjanka in russo Новая Письмянка?, ottenne lo status di città nel 1955; è capoluogo del Leninogorskij rajon.
La cittadina, che dista 322 chilometri da Kazan' e 35 da Al'met'evsk, nel 1989 aveva una popolazione di 62.093 abitanti, nel 2002 di 65.592 e nel 2009 di 65.500.